# 林信秀
林 信秀（はやし のぶひで、1957年（昭和32年）3月27日 - ）は、日本の銀行家。みずほ銀行常任顧問。

## 人物
岐阜県生まれ。岐阜県立岐阜高等学校を経て、東京大学経済学部卒業後、富士銀行入行。いわゆる、みずほ銀行暴力団融資事件を受け、みずほ銀頭取に就任する。
ニューヨークと香港に合計10年以上駐在するなど国際派で知られ、英蘭系の日用品大手ユニリーバや、化学大手の米ダウ・ケミカルのトップとも対等に渡り合ってきた人脈を誇る。その一方で国内リテール業務には必ずしも精通しているとはみなされてはおらず、手腕は未知数だとも報じられている。
自身に課された最大のミッションは、純粋に企業価値と社員満足を上げていく組織をつくること。それが顧客からの信頼回復にもつながると抱負を語っている。
座右の銘は、「百折不撓」。

## 略歴
- 1980年 - 東京大学経済学部卒業後、富士銀行入行。
- 2007年 - みずほコーポレート銀行執行役員営業第十三部長[7]。
- 2009年 - みずほフィナンシャルグループ常務執行役員営業担当役員。
- 2010年 - 同常務執行役員インターナショナルバンキングユニット統括役員。
- 2011年 - 同常務取締役インターナショナルバンキングユニット統括役員。
- 2012年 - 同常務取締役国際ユニット長、みずほ銀行常務執行役員、みずほコーポレート銀行国際ユニット連携担当。
- 2013年 - 同取締役副社長国際ユニット担当副社長、みずほ銀行副頭取執行役員、みずほコーポレート銀行国際ユニット連携担当副頭取兼取締役副頭取国際ユニット担当副頭取[7]。
- 2014年4月1日 - みずほ銀行代表取締役頭取。
- 2017年4月1日 - 同取締役会長。
- 2019年3月 - 花王社外取締役。
- 同年4月1日 - みずほ銀行常任顧問。
- 同年5月 - バロックジャパンリミテッド社外取締役。
- 同年6月 - JTB社外監査役。
- 2020年6月 - 東武鉄道社外監査役。